# 필리핀원숭이
필리핀원숭이 또는 게잡이마카크(Macaca fascicularis)는 동남아시아가 원주지인 마카크 원숭이의 일종으로 주로 나무 위에서 산다. 사이노몰거스원숭이 또는 긴꼬리마카크, 게잡이원숭이로도 불린다.
필리핀에서도 분포하기 때문에 "필리핀원숭이" 라고도 한다. 수영을 잘하기 때문에 물고기나 게, 가재 같은 갑각류를 잘 잡아먹는다. 동남아시아에서는 흔히 볼 수 있으며 애완용으로도 많이 이용되고 있다. 몸길이 40~47cm, 꼬리길이 50~60cm, 몸무게 수컷 4.8~7kg, 암컷 3∼4kg이다. 천적은 호랑이, 표범, 구름표범, 필리핀독수리, 악어, 그물무늬비단뱀이다.

## 사진

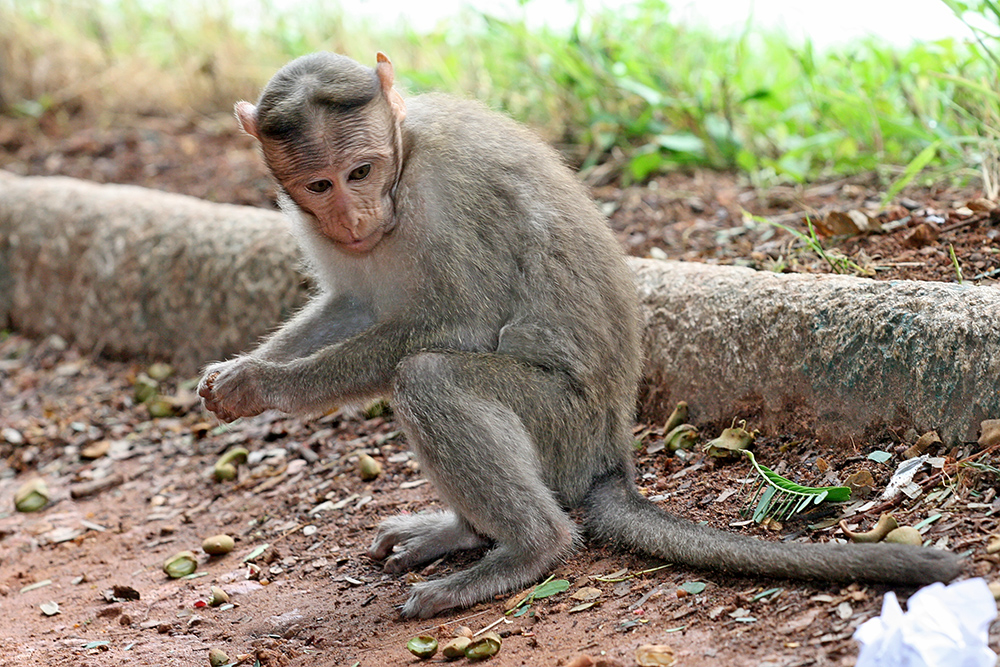
땅콩 껍질을 여는 필리핀원숭이
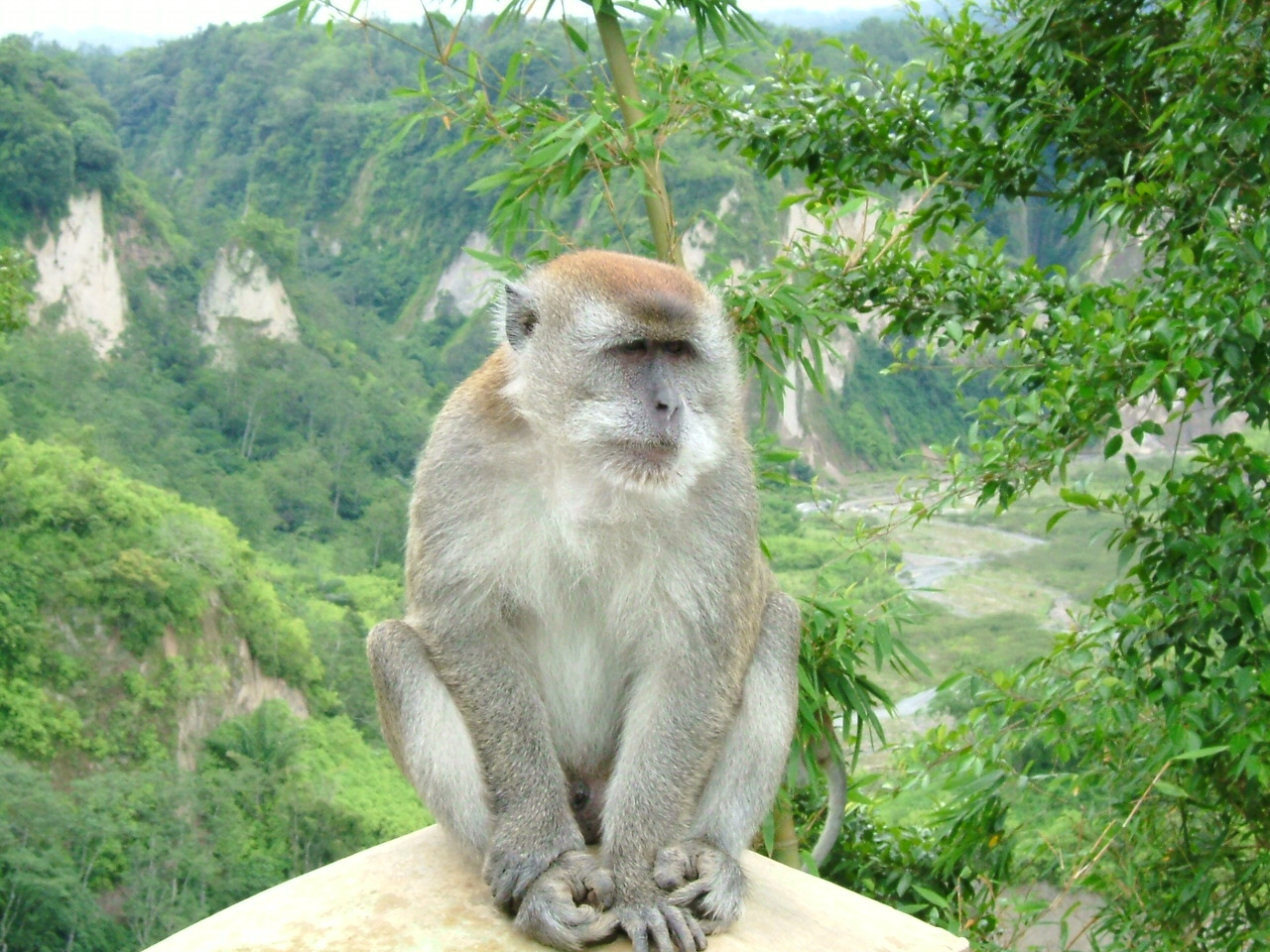